# Hillerød SK
Hillerød SK – duński klub szachowy z siedzibą w Hillerød.

## Historia
Klub został założony 3 lutego 1910 roku z inicjatywy Lauridsa Hansena. Początkowo liczył 16 członków, a o przyjęciu nowego członka decydowano na walnym zgromadzeniu, ponadto niechętnie przyjmowano kobiety twierdząc, iż nie są one zainteresowane szachami. W 1938 roku doszło do rozłamu i utworzeniu przez część członków klubu Hillerød Arbejder Skakklub. Od lat 30. do początku lat 60. czołowym szachistą klubu był K.A.K. Larsen. Pod koniec lat 60. pierwsza drużyna Hillerød awansowała do 2. division, a zawodnikiem klubu był wówczas m.in. Steen Fedder.
W 2011 roku klub pierwszy raz w historii awansował do Skakligaen, jednak po roku spadł z ligi. W 2013 roku nastąpił ponowny awans na najwyższy szczebel rozgrywkowy. Wówczas klub zajął ósme miejsce w Skakligaen, a rok później był szósty. W sezonie 2017/2018 uzyskano czwarte miejsce w lidze, podobnie sezon później. W sezonie 2021/2022 Hillerød SK zdobył wicemistrzostwo Danii, ulegając jedynie Køge SK. Zawodnikami klubu byli wówczas m.in. Sune Berg Hansen, Lars Schandorff, Martin Percivaldi, Nikolaj Borge i Steffen Pedersen. W 2023 roku nowym graczami klubu zostali Jesper Søndergaard Thybo i Jacob Aagaard. Sezon 2023/2024 zakończył się dla Hillerød wicemistrzostwem kraju. Do zdobywcy tytułu, Skanderborg SK, klub stracił wówczas pół punktu.